# 6086 Vrchlický
6086 Vrchlický eller 1987 VU är en asteroid i huvudbältet som upptäcktes den 15 november 1987 av den tjeckiske astronomen Zdeňka Vávrová vid Kleť-observatoriet. Den är uppkallad efter den tjeckiske författaren Jaroslav Vrchlický.
Asteroiden har en diameter på ungefär 7 kilometer.